# ジャスミン・フェリックス＝ホーサム
ジャスミン・フェリックス＝ホーサム（Jazmin Felix-Hotham、2000年7月2日 - ）は、ニュージーランドの女子ラグビー選手。

## プロフィール
- ニュージーランド・オークランド出身[1]。
- ポジションはセンター(CTB)。
- 身長 169cm、体重 67kg
- ユースオリンピックで7人制女子ニュージーランド代表の主将を務めたことがある[2]。

## 略歴
2022年、ラグビーワールドカップセブンズ2022の7人制女子ニュージーランド代表に選ばれて準優勝に貢献。
2024年、2024パリ五輪の7人制女子ニュージーランド代表に選ばれて金メダル獲得。